# Anoxypristis cuspidata
Il pesce sega dal rostro lungo (Anoxypristis cuspidata (Latham, 1794)) è un pesce appartenente alla famiglia Pristidae proveniente dall'oceano Indiano e dall'oceano Pacifico. È una specie costiera classificata come "in pericolo critico" (CR) dalla lista rossa IUCN perché minacciato dalla pesca e dal deterioramento del suo habitat. È l'unica specie del genere Anoxypristis.

## Distribuzione e habitat
Vive sia in mare che in acqua salmastra; è diffuso negli estuari dei fiumi dal mar Rosso al Giappone. Nuota intorno ai 40 m di profondità in zone con fondali sabbiosi.

## Descrizione

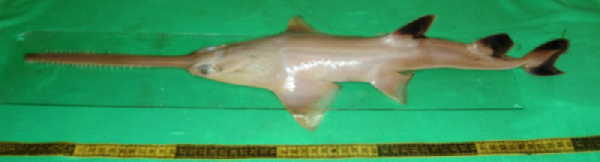
Un esemplare

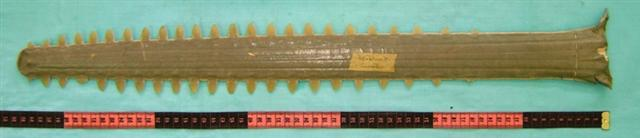
Rostro di Anoxypristis cuspidata

Il corpo è appiattito sul ventre, squaliforme, con due pinne dorsali a triangolo e pettorali allargate. La lunghezza massima registrata è di 470 cm. Il rostro può presentare fino a 22 paia di denti. La colorazione è grigiastra, più scura sul dorso. Vivono fino a 9 anni.

## Biologia

### Alimentazione
È una specie carnivora; la sua dieta è composta sia da pesci che da cefalopodi (seppie).

### Riproduzione
È ovoviviparo e la fecondazione è interna. La maturità sessuale viene raggiunta dalle femmine quando misurano oltre 230 cm. Le nascite avvengono durante la primavera dopo una gestazione che dura fino a 5 mesi.

## Conservazione
Questa specie viene classificata come "in pericolo critico" (CR) dalla lista rossa IUCN perché è ricercata sia per la carne che per le pinne; Anoxypristis cuspidata, essendo una specie costiera, è minacciata anche dal degrado del suo habitat dovuto soprattutto all'urbanizzazione delle coste. In alcune località ne è stata vietata la pesca e la specie è stata inserita nell'appendice I della CITES.

## Pesca
Viene pescato soprattutto in Asia, anche per essere mangiato.

## Pericolosità
Tenta di difendersi con il rostro se minacciato e può causare lesioni.